# Sandro Bracchitta
Sandro Bracchitta (* 24. September 1966 in Ragusa) ist ein italienischer Grafiker, Radierer und Kupferstecher.

## Leben
Bracchitta studierte 1990 Malerei an der Akademie der bildenden Künste in Florenz. Im selben Jahr begann er als Maler und Graveur zu arbeiten. Seine erste Einzelausstellung fand 1991 im Palazzo Datini in Prato, statt.
1992 erhielt er ein Stipendium, um sich an der "Il Bisonte", der Kunstgewerbeschule in Florenz, zu spezialisieren. Im selben Jahr stellte er seine Werke in mehreren Kunstgalerien aus. Im Jahr 1994 wurde er eingeladen, an der "Triennale Gravur Ausstellung" in Chamalières (Frankreich) teilzunehmen, danach gewann er die 14. Ausgabe von "Mini Print International" in Cadaqués (Spanien).
Von 1994 bis 1997 wurde er zu mehreren nationalen und internationalen Ausstellungen eingeladen, wie der 21. und 22. Internationalen Biennalen Grafik Ausstellung in Ljubljana (Slowenien), dem Internationalen Preis für Graphische Künste in Biella (Italien), der Ibiza Biennale in Spanien, die Krakauer Triennale Gravierausstellung in Polen, das Stedeliske Museum von Sint Niklaas, Belgien, sowie die Internationale Graphikausstellung in Bitola (Mazedonien), Kharkiu (Russland), Uzice (Kroatien), Győr und Budapest (Ungarn).

## Ausstellungen
- 2011: Ausstellung im sizilianischen Pavillon auf der 54. Biennale von Venedig

## Preise und Auszeichnungen
- 2001: Auszeichnung vom Nationalmuseum für Moderne Kunst in Tokio auf der Internationalen Ausstellung für Drucke in Kanagay
- 2001: Auszeichnung des Stadtmuseums von Győr in Ungarn
- 2007: Leonardo Sciascia "Amateur d’Estampes"[2]
- 2007: Großer Preis der Ural Print Triennale in Russland
- 2007: Erster Preis auf der Internationalen Biennale für Gravur von Acqui Terme.
- 2009: Großer Preis bei der 2. Bangkok Triennial Internationale Druck- und Zeichenausstellung in Thailand